# Nadège Grebmeier Forget
Nadège Grebmeier Forget, née en 1985, est une artiste canadienne et une commissaire d'exposition basée à Montréal. Elle est diplômée en arts visuels et médiatiques de l'Université du Québec à Montréal et reçoit en 2019 le prix Pierre-Ayot.

## Démarche
La pratique en art de la performance de Nadège Grebmeier Forget est décrite comme multidisciplinaire et inclut l'installation, la photographie, la vidéo, le dessin et le collage. Les thèmes de prédilection de l'artiste sont le corps féminin, sa représentation dans les médias et les notions de consommation et de circulation des images,. La couleur rose et les aliments sucrés sont des motifs récurrents dans son œuvre.
En 2011, avec l’artiste et commissaire Manon Tourigny, elle co-fonde le collectif  N. & M..

## Œuvres notables

### Oxymorons(2015)
L'œuvre Oxymorons est commissionnée par Youtheater et diffusée au Centre Segal à Montréal en 2015. Il s'agit d'une création destinée à un public adolescent, invitant à réfléchir aux idéaux de beauté et à la notion de consommation. Une installation en salle rappelle par le biais de dessins, de collages et de sculptures la chambre d'une adolescente, tandis qu'une performance retransmise en direct sur grand écran présente l'artiste manipulant diverses nourritures sucrées.

### Hier est aujourd’hui.(2016)
Hier est aujourd'hui. est une exposition-performance présentée au centre d'artistes autogérés VU de la ville de Québec dans le cadre du Mois Multi 2016. Sur une durée de 120 heures entre les mois de février et de mars, Nadège Grebmeier Forget se filme à partir de son atelier-maison à Montréal, tandis qu'elle cherche, manipule et produit images et met en scène un ensemble de matériaux associés à la féminité : perles, paillettes, dentelles et  maquillage. La vidéo est diffusée en direct et en continu dans une structure cubique rose installée dans l'espace de la galerie et ne pouvant accueillir qu'un visiteur à la fois. L'artiste publie également les images qu'elle crée au fil de la performance sur Instagram, avec le nom d'utilisatrice @mirrorspapillon. Cette œuvre convoque les thèmes de l'image, du corps féminin, de l'intimité et du voyeurisme, qui occupent une place centrale dans la pratique de l'artiste.